# Pakistan op de Olympische Zomerspelen 1996
Pakistan nam deel aan de Olympische Zomerspelen 1996 in Atlanta, Verenigde Staten. Er werden geen medailles gewonnen.

## Deelnemers en resultaten

### Atletiek
| Olympiër       | Onderdeel          | Resultaat | Prestatie                             |
| -------------- | ------------------ | --------- | ------------------------------------- |
| Aqarab Abbas   | kogelslingeren (m) | 34e       | kwalificatie groep B: 16de met 65,60m |
|                |                    |           |                                       |
| Shabana Akhtar | verspringen (v)    | 33e       | kwalificatie groep B: 14de met 5,80m  |

### Boksen
| Olympiër              | Onderdeel   | Resultaat | Prestatie                                                                      |
| --------------------- | ----------- | --------- | ------------------------------------------------------------------------------ |
| Abdul Rashid Qambrani | -48kg (m)   | 17e       | 1ste ronde: V van UKR Kyryukhin: 3-17                                          |
| Ullah Usman           | -63,5kg (m) | 17e       | 1ste ronde: V van FRA Mouchi: knock-out                                        |
| Ullah Usman           | -67kg (m)   | 9e        | 1ste ronde: W van MEX Flores: 12-7 2de ronde: V van KAZ Smanov: 9-13           |
| Safarish Khan         | +91kg (m)   | 9e        | 1ste ronde: vrij 2de ronde: V van NGR Dokiwari: scheidsrechterlijke beslissing |

### Hockey
| Olympiër | Onderdeel | Resultaat | Prestatie |
| --- | --------- | --------- | --- |
| Mansoor Ahmed Tahir Zaman Khalid Mahmood Naveed Alam Rana Mujahid Danish Kaleem Mohammad Usman Mohammad Khalid Sr Shafqat Malik Irfan Mahmood Muhammad Sarwar Rahim Khan Aleem Raza Shahbaz Ahmed Mohammad Shahbaz Kamran Ashraf | mannen    | 6e        | groep A: 4de W van Verenigde Staten: 4-0 V van Spanje: 0-3 V van Duitsland: 1-3 G van India: 0-0 W van Argentinië: 6-2 5-8ste plek: W van Groot-Brittannië: 2-1 5-6de plek: V van Zuid-Korea: 1-3 |

| Groep A |                  |             |             |             |             |            |            |            |        |
| #       | Land             | Wedstrijden | Wedstrijden | Wedstrijden | Wedstrijden | Doelpunten | Doelpunten | Doelpunten | Punten |
| #       | Land             | G           | W           | G           | V           | V          | T          | Saldo      | Punten |
| 1       | Spanje           | 5           | 4           | 1           | 0           | 14         | 5          | +9         | 8      |
| 2       | Duitsland        | 5           | 3           | 1           | 1           | 10         | 3          | +7         | 7      |
| 3       | India            | 5           | 2           | 2           | 1           | 8          | 3          | +5         | 5      |
| 4       | Pakistan         | 5           | 2           | 1           | 2           | 11         | 8          | +3         | 5      |
| 5       | Argentinië       | 5           | 2           | 0           | 3           | 9          | 13         | -4         | 4      |
| 6       | Verenigde Staten | 5           | 0           | 0           | 5           | 3          | 23         | -20        | 0      |

| Ronde       | Datum   | Plaats           | Land | Score            | Land |
| ----------- | ------- | ---------------- | ---- | ---------------- | ---- |
| Groepsfase  |         |                  |      |                  |      |
| 20 juli     | Atlanta | Pakistan         | 4-0  | Verenigde Staten |      |
| 22 juli     | Atlanta | Pakistan         | 0-3  | Spanje           |      |
| 24 juli     | Atlanta | Duitsland        | 3-1  | Pakistan         |      |
| 26 juli     | Atlanta | Pakistan         | 0-0  | India            |      |
| 28 juli     | Atlanta | Pakistan         | 6-2  | Argentinië       |      |
| 5-8ste plek |         |                  |      |                  |      |
| 31 juli     | Atlanta | Groot-Brittannië | 1-2  | Pakistan         |      |
| 5-6de plek  |         |                  |      |                  |      |
| 2 augustus  | Atlanta | Zuid-Korea       | 3-1  | Pakistan         |      |

### Worstelen
| Olympiër           | Onderdeel   | Resultaat   | Prestatie |
| Vrije stijl        | Vrije stijl | Vrije stijl | Vrije stijl |
| ------------------ | ----------- | ----------- | --- |
| Bashir Bhola Bhala | -90kg (m)   | 16e         | 1ste ronde: V van RUS Khadartsev: 0-4 herkansingen: W van AUS Renney: 3-1 herkansingen 2: V van LTU Pauliukonis: 0-4 |

### Zwemmen
| Olympiër           | Onderdeel            | Resultaat | Prestatie             |
| ------------------ | -------------------- | --------- | --------------------- |
| Kamal Salman Masud | 100m vlinderslag (m) | 57e       | serie 1: 4de in 58,59 |

Afghanistan · Albanië · Algerije · Amerikaanse Maagdeneilanden · Amerikaans-Samoa · Andorra · Angola · Antigua‑Barbuda · Argentinië · Armenië · Aruba · Australië · Azerbeidzjan · Bahama's · Bahrein · Bangladesh · Barbados · België · Belize · Benin · Bermuda · Bhutan · Bolivia · Bosnië en Herzegovina · Botswana · Brazilië · Britse Maagdeneilanden · Brunei · Bulgarije · Burkina Faso · Burundi · Cambodja · Canada · Centraal-Afrikaanse Republiek · Chili · China · Chinees Taipei · Colombia · Comoren · Congo-Brazzaville · Cookeilanden · Costa Rica · Cuba · Cyprus · Denemarken · Djibouti · Dominica · Dominicaanse Republiek · Duitsland · Ecuador · Egypte · El Salvador · Equatoriaal-Guinea · Estland · Ethiopië · Fiji · Filipijnen · Finland · Frankrijk · Gabon · Gambia · Georgië · Ghana · Grenada · Griekenland · Groot-Brittannië · Guam · Guatemala · Guinee · Guinee-Bissau · Guyana · Haïti · Honduras · Hongarije · Hongkong · Ierland · IJsland · India · Indonesië · Irak · Iran · Israël · Italië · Ivoorkust · Jamaica · Japan · Jemen · Joegoslavië · Jordanië · Kaaimaneilanden · Kaapverdië · Kameroen · Kazachstan · Kenia · Kirgizië · Koeweit · Kroatië · Laos · Lesotho · Letland · Libanon · Liberia · Libië · Liechtenstein · Litouwen · Luxemburg ·  Macedonië · Madagaskar · Malawi · Malediven · Maleisië · Mali · Malta · Marokko · Mauritanië · Mauritius · Mexico · Moldavië · Monaco · Mongolië · Mozambique · Myanmar · Namibië · Nauru · Nederland · Nederlandse Antillen · Nepal · Nicaragua · Nieuw-Zeeland · Niger · Nigeria · Noord-Korea · Noorwegen · Oeganda · Oekraïne · Oezbekistan · Oman · Oostenrijk · Pakistan · Palestina · Panama · Papoea-Nieuw-Guinea · Paraguay · Peru · Polen · Portugal · Puerto Rico · Qatar · Roemenië · Rusland · Rwanda · Saint Kitts en Nevis · Saint Lucia · Saint Vincent en Grenadines · Salomonseilanden · Samoa · San Marino · Sao Tomé en Principe · Saoedi-Arabië · Senegal · Seychellen · Sierra Leone · Singapore · Slovenië · Slowakije · Soedan · Somalië · Spanje · Sri Lanka · Suriname · Swaziland · Syrië · Tadzjikistan · Tanzania · Thailand · Togo · Tonga · Trinidad en Tobago · Tsjaad · Tsjechië · Tunesië · Turkije · Turkmenistan · Uruguay · Vanuatu · Venezuela · Verenigde Arabische Emiraten · Verenigde Staten · Vietnam · Wit-Rusland · Zaïre · Zambia · Zimbabwe · Zuid-Afrika · Zuid-Korea · Zweden · Zwitserland